# Culturele dekolonisatie

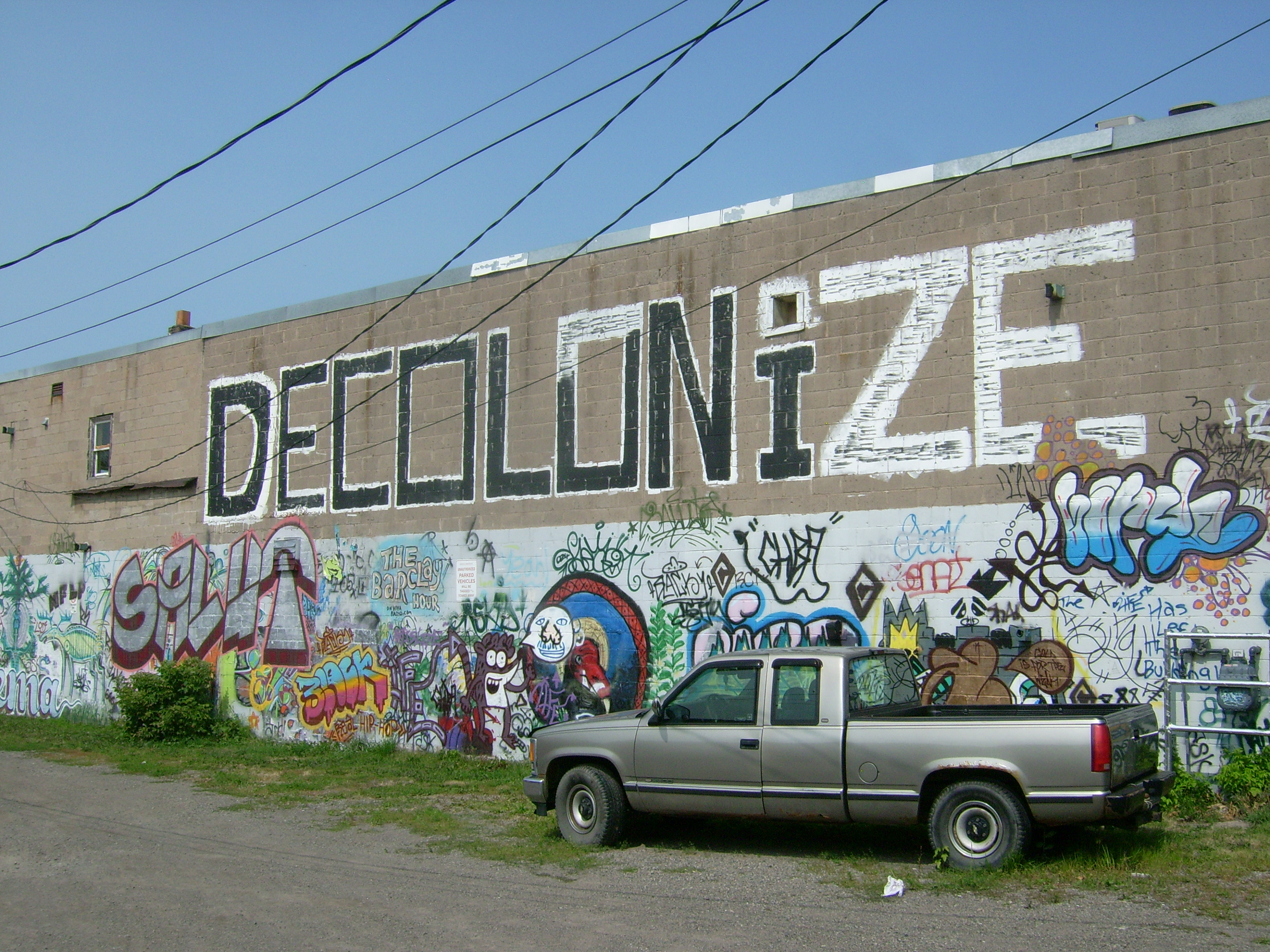
Decolonize, Sault Ste. Marie, Ontario, 2018

Culturele dekolonisatie is het veranderingsproces van een maatschappij waarbij (westerse) koloniale denkpatronen over geschiedenis, wetenschap en cultuur worden teruggedrongen. Idealiter kenmerkt een 'gedekoloniseerde' samenleving zich door pluriformiteit, diversiteit en inclusiviteit.
Aan de basis ervan ligt het postkolonialisme. Culturele dekolonisatie komt tot uiting in het handelen van mensen, de inrichting van de openbare ruimte en op verschillende maatschappelijke terreinen. Een dekoloniaal perspectief dringt door in de wetenschappen, kunst&cultuur (musea), godsdiensten, sociale verhoudingen, economisch handelen, de media, de politiek, wet & recht, en het onderwijs, waarbij er bijvoorbeeld verwezen wordt naar 'dekolonisering van het curriculum'.
Culturele dekolonisatie is een maatschappelijk veranderingsproces dat plaatsvindt zowel in voormalig gekoloniseerde als in voormalig koloniserende landen.
Een vroege poging hiertoe was de abacost (à bas le costume - weg met het kostuum) en de zaïrisering onder Mobutu Sese Seko. In Zuid-Afrika wil de Nomkhubulwana-beweging terug naar de prekoloniale tijd met betrekking tot inheemse kleding en prekoloniale naaktheid ten einde af te rekenen met de Brits-koloniale erfenis op het gebied van kledingvoorschriften (zie Victoriaans tijdperk).
Voor westerse landen levert culturele dekolonisatie - bijna per definitie - een spanningsveld op, omdat het gepaard gaat met kritiek op een vermeende universaliteit van westerse kennis en westerse normen en waarden.
Het koloniale verleden heeft nog steeds een invloed op onze beeldvorming. 'Dekoloniseren' gaat over het herschrijven van de verhalen die mensen vertellen en het perspectief dat ze daarbij innemen.

## Fotogalerij

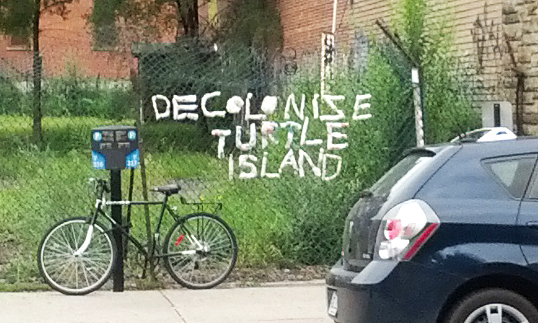
Decolonize Turtle Island, Montreal, 2013
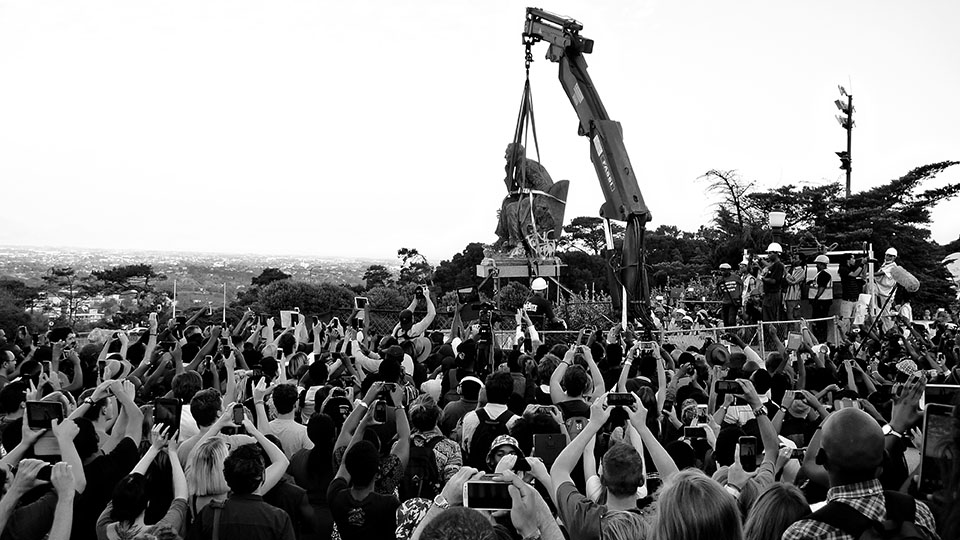
Verwijdering van een Cecil Rhodes-monument, Kaapstad, Zuid-Afrika, 2015
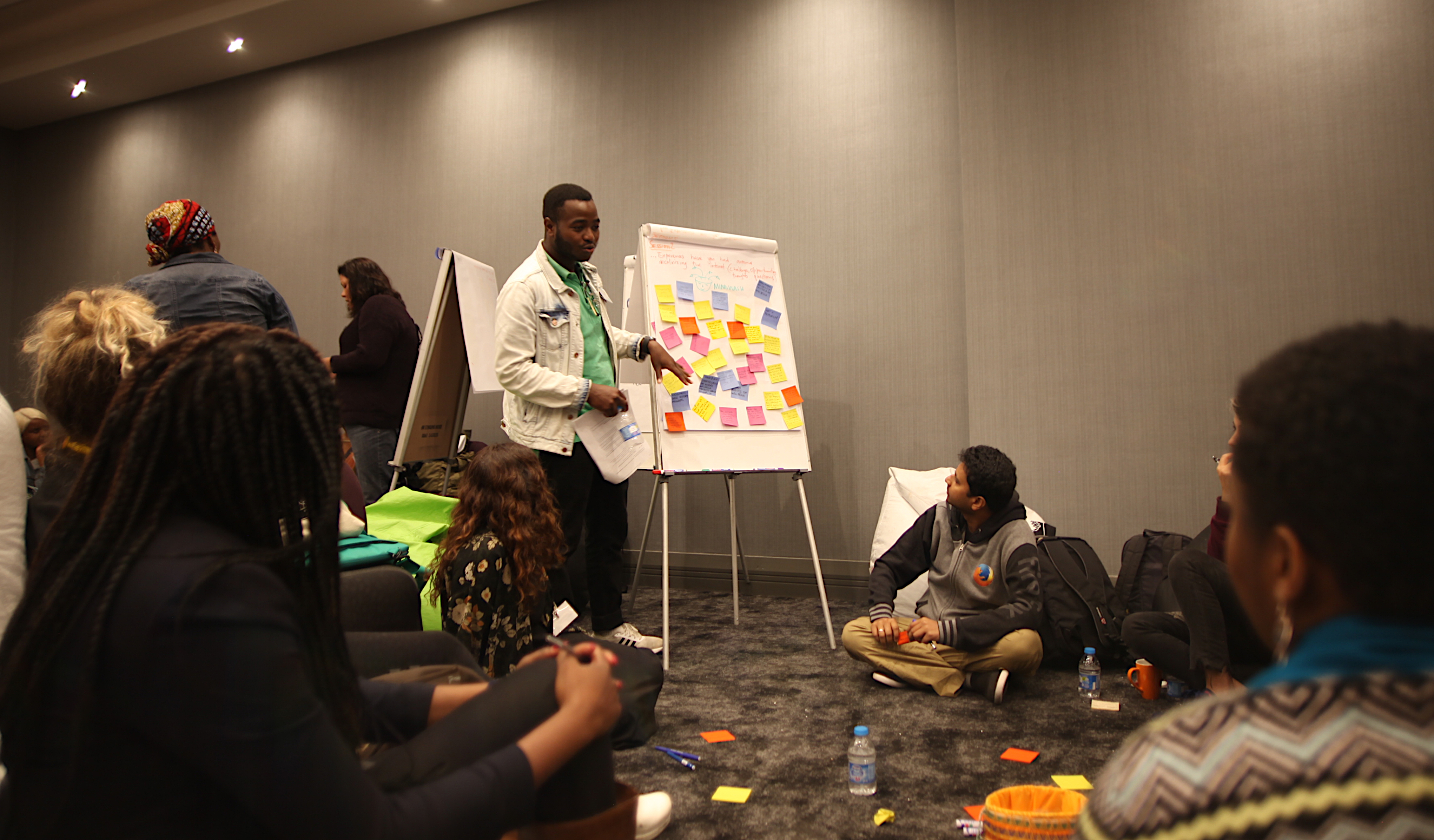
Decolonizing the Internet Conference, georganiseerd door Whose Knowledge?, Wikimania 2018
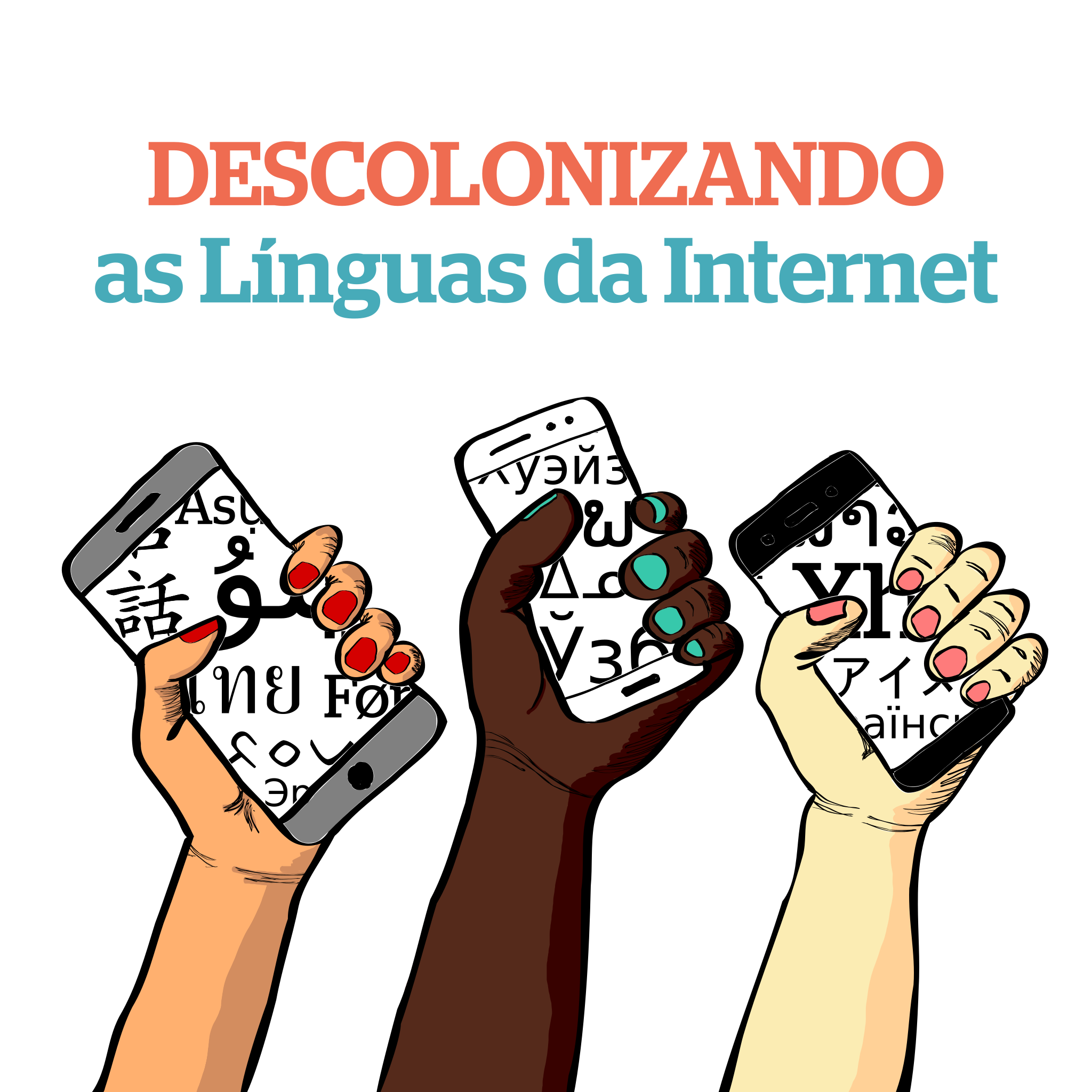
Het Portugese logo van de Languages gathering, Londen, 2019
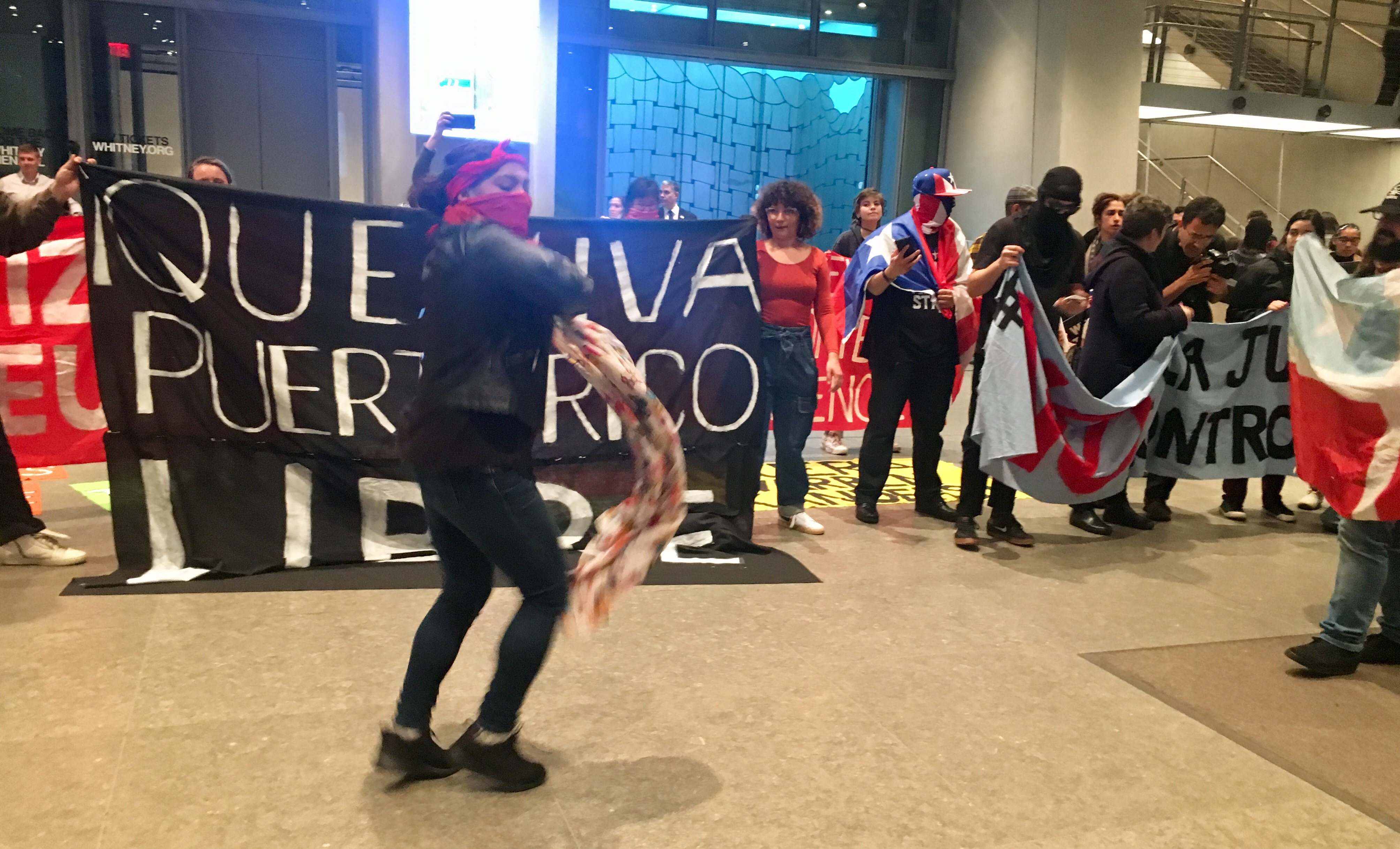
Protest in het Whitney Museum, New York, 2019